# Cichlopsis leucogenys
El solitario ocre (Cichlopsis leucogenys) también denominado solitario ocráceo, solitario rufimoreno, clarín castaño y paraulata gargantianaranjada, es una especie de ave paseriforme de la familia Turdidae que vive en Sudamérica. Es la única especie del género Cichlopsis. 

## Descripción
Mide de 20,5 a 21 cm de longitud. El plumaje es de color castaño, con el centro de la garganta es anaranjado rojizo o rufo y el vientre claro grisáceo.

## Distribución y hábitat
Se encuentra en Brasil, Colombia, Ecuador, Guyana, Perú, Surinam y Venezuela.
Sus hábitats naturales son las selvas húmedas tropicales, en elevaciones superiores a los 700 m de altitud, principalmente hacia los 800 m s. n. m. y aún más alto en los tepuyes.